# Taipei
Ne doit pas être confondu avec Nouveau Taipei.
Taïpei
Taipei (prononcé en français : /taj.pɛj/ ; chinois traditionnel : 臺北市 ; pinyin : Táiběi Shì ; Wade : T’ai-pei shih ; litt. « ville du Nord de Taïwan » ; en taïwanais : Tâi-pak) est la capitale de facto de Taïwan. Taipei en est la quatrième plus grande ville (derrière Nouveau Taipei, Taichung et Kaohsiung) avec 2 602 418 habitants dans la ville en 2020 au sens administratif, et 7 034 444 dans l'aire urbaine. Plus largement, le cercle de vie composé de Taipei, Nouveau Taipei, Keelung et Taoyuan, compte une population de 9 248 049 habitants. Taipei est la capitale politique, culturelle et économique de l'île. Son industrie est particulièrement moderne, notamment en électronique.
Taipei a un titre de municipalité spéciale directement administrée par le gouvernement central. Elle est entourée par une autre municipalité spéciale, la ville de Nouveau Taipei (ancien « comté de Taipei » jusqu'à son changement de statut en 2010).

## Toponymie

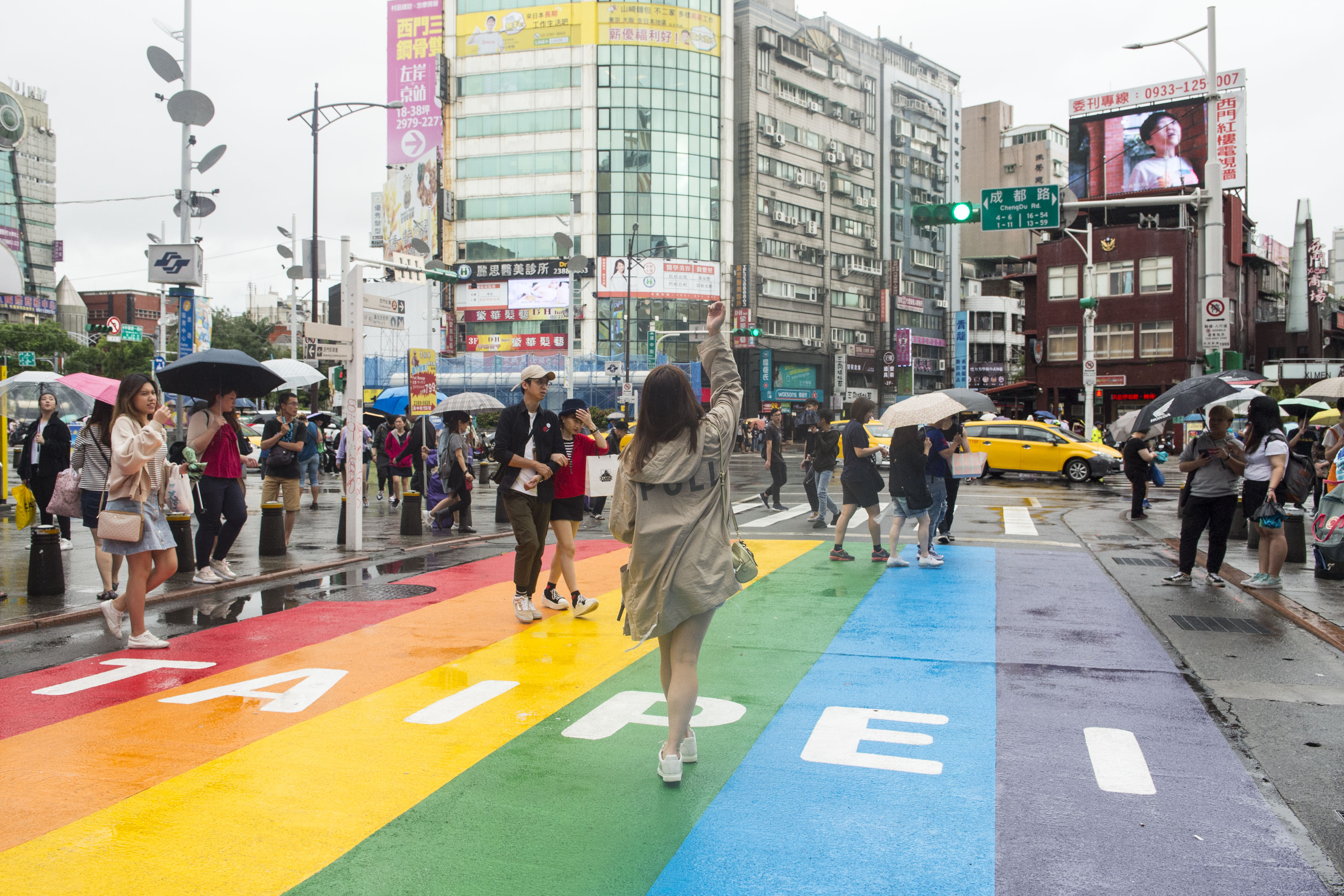
Ximending est une attraction touristique populaire auprès des touristes internationaux et des jeunes.

L'orthographe Taipei est plus utilisée que Taibei, Taïpeh ou Taïpei. Il s'agit de la transcription par la méthode Wade-Giles, norme appliquée de facto à Taïwan.
La ville peut aussi être romanisée Táiběi selon le hanyu pinyin et le tongyong pinyin.

## Histoire

### Origines

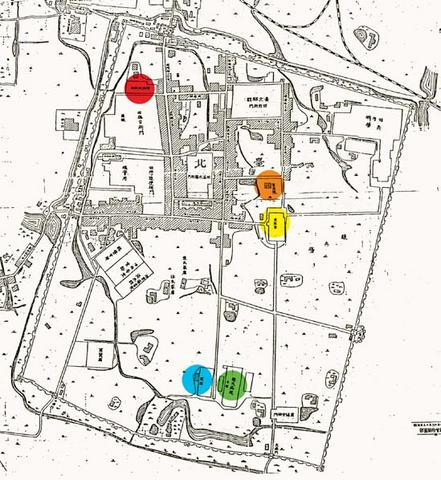
Plan montrant les murs et les portes de l'ancien Taipei. Les constructions importantes sont indiquées par des points de couleur.

La région connue sous le nom de bassin de Taipei était habitée par les Ketagalan, une des populations aborigènes de Taïwan, avant le XVIIIe siècle. Les Hans, principalement de la province chinoise du Fujian s'y installent en 1709. À la fin du XIXe siècle, la région de Taipei, peuplée de Hans et dotée de l'un des principaux ports de Taïwan, Tamsui, prend une importance économique majeure grâce aux échanges internationaux, particulièrement dans le domaine des exportations de thé.

### Epoque moderne
En 1875, la partie nord de Taïwan est séparée de la préfecture de Taïwan (臺灣府) et incorporée à la préfecture de Taipei en tant que nouvelle entité administrative de la dynastie Qing. Établie à proximité des agglomérations florissantes de Bangkah et Twatutia, la nouvelle capitale préfectorale, où sont construits les bâtiments du gouvernement, est connue sous le nom de Chengnei (城內), « la cité intérieure ». De 1875 (pendant la dynastie Qing) jusqu'au début de la colonisation japonaise en 1895, Taipei, capitale préfectorale, fait partie du comté de Danshui dans la préfecture de Taipei. En 1886, quand Taïwan est proclamé province de Chine, Taipei en devient la capitale provinciale. Taipei reste une capitale provinciale temporaire avant de devenir la capitale officielle en 1894. Tout ce qui reste de l'ancienne ville de la dynastie Qing en est sa porte nord. La porte ouest et les murailles ont été démolies par les Japonais alors que la porte sud, la petite porte sud et la porte est ont été modifiées par le Kuomintang et ont perdu la plus grande partie de leur caractère original.
Selon le traité de paix conclu en 1895, après avoir perdu la Première Guerre sino-japonaise, la Chine cède l'île de Taïwan à l'empire du Japon. Après l'entrée en souveraineté japonaise, Taipei, prononcée Taihoku en japonais, est retenue comme capitale et devient le centre politique du gouvernement colonial japonais. À cette époque, la cité prend les caractéristiques d'un centre administratif, comprenant de nombreux nouveaux bâtiments et logements destinés aux fonctionnaires. Une grande partie de l'architecture de Taipei date de la période japonaise, notamment le palais présidentiel qui abritait à l'époque les bureaux du gouverneur général de Taïwan.
Pendant la période japonaise, Taihoku est incorporée à la préfecture de Taihoku (台北縣) en 1920. Elle comprend notamment les localités de Bangka, Dadaocheng et Chengnei. Le village de Matsuyama (松山區) est annexé à Taihoku en 1938. Après la défaite japonaise lors de la guerre du Pacifique et sa reddition d'août 1945, les nationalistes chinois reprennent le contrôle de Taïwan. Ils installent le bureau provisoire du gouverneur de la province administrative de Taïwan à Taipei.

### Capitale de la république de Chine dite Taïwan
Le 7 décembre 1949, le gouvernement du Kuomintang, dirigé par Tchang Kaï-chek fait de Taipei la capitale de la république de Chine après avoir été contraint à abandonner la Chine continentale par les communistes lors de la Guerre civile.
Taipei s'étend de manière importante lors des décennies qui suivent 1949. Taipei est déclarée municipalité sous contrôle administratif central le 1er juillet 1967, comme approuvé le 30 décembre 1966 par le Yuan exécutif, et reçoit le statut administratif de province. L'année suivante, Taipei s'étend à nouveau en annexant Shilin, Beitou, Neihu, Nangang, Jingmei et Muzha.
La population de la ville atteint le million d'habitants au début des années 1960, puis s'accroît rapidement après 1967, atteignant les deux millions au milieu des années 1970. Bien que la croissance à l'intérieur des limites de la cité ralentit peu après — sa population devient relativement stable vers le milieu des années 1990 — Taipei reste l'une des zones urbaines les plus densément peuplées de la planète, et la population continue de croître dans la région entourant la cité, particulièrement entre Taipei et Keelung. En 1990, les seize districts de Taipei furent ramenés au nombre de douze.

## Géographie

### Situation

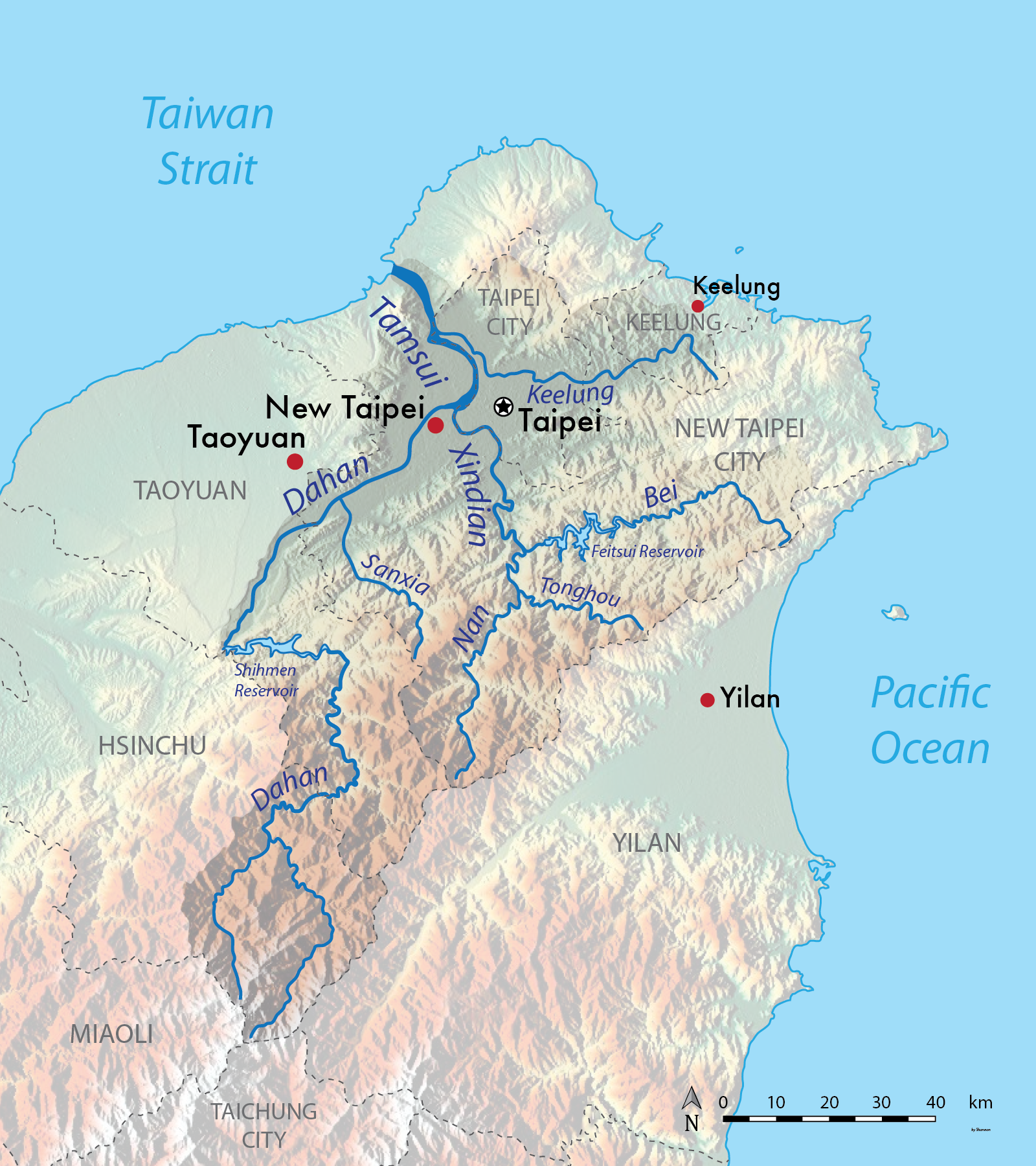
Carte topographique et orographique de la région de Taïpei.

Taipei est située dans la partie occidentale de Taïwan, presque à l'extrémité nord de l'île, sur le fleuve Danshui, à environ 25 kilomètres au sud-ouest de Keelung, qui est son port sur l'océan Pacifique et 20 kilomètres au sud-est de la ville côtière de Danshui, située à l'embouchure du fleuve homonyme sur le détroit de Taïwan. La ville s'étend dans la vallée en cuvette relativement étroite du fleuve Danshui et de ses deux principaux affluents, les rivières Keelung et Xindian. La zone centrale, côté ouest présente une faible altitude, celle-ci s'élève au sud, à l'est et au nord où elle atteint 1 120 mètres au mont Qixing (七星山).
Les villes de Taipei, Nouveau Taipei et Keelung forment la zone métropolitaine de Taipei mais sont administrées sous des régimes différents.

### Climat
Taipei est soumise à un climat subtropical humide influencé par la mousson. La moyenne annuelle de température est située à 23,5 °C.
Les étés sont très chauds et humides, avec des températures pouvant dépasser les 35 °C accompagnées d'un taux d'humidité important, ce qui renforce la sensation de chaleur. De fortes pluies chaudes peuvent occasionnellement se produire en été. Les hivers sont courts, modérés et brumeux.
La saison des typhons s'étend de juin à octobre.
| Mois                                | jan. | fév.  | mars  | avril | mai   | juin  | jui.  | août  | sep.  | oct.  | nov. | déc. | année   |
| ----------------------------------- | ---- | ----- | ----- | ----- | ----- | ----- | ----- | ----- | ----- | ----- | ---- | ---- | ------- |
| Température minimale moyenne (°C)   | 13,9 | 14,2  | 15,8  | 19    | 22,3  | 24,6  | 26,3  | 26,1  | 24,8  | 22,3  | 19,3 | 15,6 | 20,4    |
| Température moyenne (°C)            | 16,5 | 16,9  | 19    | 22,4  | 25,8  | 28,3  | 30,3  | 30    | 28    | 24,9  | 21,8 | 18,2 | 23,5    |
| Température maximale moyenne (°C)   | 19,1 | 19,6  | 22,1  | 25,7  | 29,2  | 32    | 34,3  | 33,8  | 31,1  | 27,5  | 24,2 | 20,7 | 26,6    |
| Ensoleillement (h)                  | 80,6 | 71,3  | 89,6  | 92,6  | 113,7 | 121,7 | 179   | 188,9 | 153,7 | 124   | 99,4 | 90,7 | 1 405,2 |
| Précipitations (mm)                 | 83,2 | 170,3 | 180,4 | 117,8 | 234,5 | 325,9 | 245,1 | 322,1 | 360,5 | 148,9 | 83,1 | 73,3 | 2 405,1 |
| Nombre de jours avec précipitations | 14,1 | 14,6  | 15,5  | 14,9  | 14,8  | 15,5  | 12,3  | 14    | 13,8  | 11,9  | 12,4 | 11,7 | 165,5   |
| Humidité relative (%)               | 78,5 | 80,6  | 79,5  | 77,8  | 76,6  | 77,3  | 73    | 74,1  | 75,8  | 75,3  | 75,4 | 75,4 | 76,6    |

## Politique et administration

### Gouvernement
L'actuel maire de Taipei est Chiang Wan-an (en) du Kuomintang (depuis décembre 2022).
Ko Wen-je est maire de 2014 à 2022. Il remporte l'élection du 29 novembre 2014 en tant que candidat indépendant, avec 57,16 % des voix. En 24 novembre 2018, Ko Wen-je est réélu avec 41,05 % des voix, devant Ting Shou-chung.
Le précédent maire de Taipei est Hau Lung-bin, qui remporte l'élection du 9 décembre 2006.

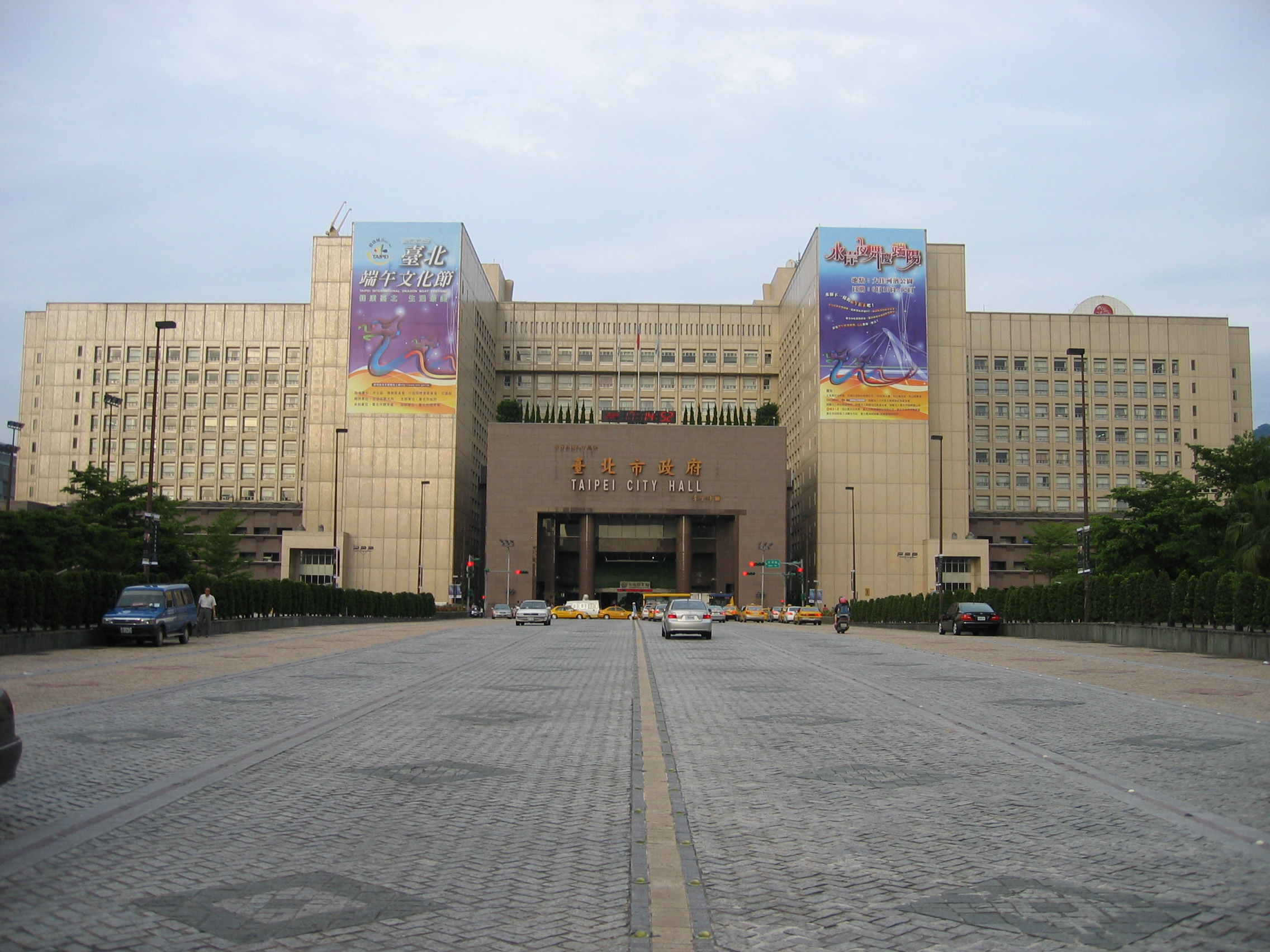
Le siège du gouvernement de Taipei.

Le maire de Taipei était nommé depuis que Taipei avait été convertie en municipalité sous contrôle administratif central en 1967, puis élu au suffrage universel dès 1994. La durée du mandat est de quatre ans. Le premier maire élu fut Chen Shui-bian du Parti démocratique progressiste (Minjindang). Ma Ying-jeou lui succéda en 1998 pour deux mandats, avant de céder la place à Hau Lung-bin. Chen Shui-bian et Ma Ying-Jeou sont tous deux devenus présidents de la république de Chine, par la suite.
En se fondant sur les résultats des élections municipales des décennies précédentes, le vote montre une légère tendance favorable au camp pro-Guomindang (la Coalition pan-bleue) ; cependant le camp pro-Minjindang (la Coalition pan-verte) jouit également d'un soutien considérable.
Ketagalan Boulevard, où se trouve le Bureau présidentiel de Taïwan et d'autres bâtiments gouvernementaux, est le lieu de rassemblement des grandes manifestations comme le défilé de la fête nationale, les réceptions de dignitaires étrangers, les meetings politiques et autres festivals.

### Divisions administratives
La ville de Taipei est divisée en douze districts :
| Districts    | Districts | Districts   | Districts       | Données (en 2020) | Données (en 2020) | Données (en 2020) | Carte                                                                               |
| Hanyu pinyin | Mandarin  | Wade-Giles  | Tongyong pinyin | Population        | Superficie (km²)  | Code Postal       | Carte                                                                               |
| ------------ | --------- | ----------- | --------------- | ----------------- | ----------------- | ----------------- | ----------------------------------------------------------------------------------- |
| Sōngshān     | 松山區    | Sung-shan   | Songshan        | 203 315           | 9,29              | 105               | Beitou Shilin Neihu Datong Zhongshan Songshan Wanhua Zhongzheng Da'an Xinyi Nangang |
| Xìnyì        | 信義區    | Hsin-yi     | Sinyi           | 218 764           | 11,21             | 110               | Beitou Shilin Neihu Datong Zhongshan Songshan Wanhua Zhongzheng Da'an Xinyi Nangang |
| Dà'ān        | 大安區    | Ta-an       | Da-an           | 306 660           | 11,36             | 106               | Beitou Shilin Neihu Datong Zhongshan Songshan Wanhua Zhongzheng Da'an Xinyi Nangang |
| Zhōngshān    | 中山區    | Chung-shan  | Jhongshan       | 226 455           | 13,68             | 104               | Beitou Shilin Neihu Datong Zhongshan Songshan Wanhua Zhongzheng Da'an Xinyi Nangang |
| Zhōngzhèng   | 中正區    | Chung-cheng | Jhongjheng      | 157 476           | 7,61              | 100               | Beitou Shilin Neihu Datong Zhongshan Songshan Wanhua Zhongzheng Da'an Xinyi Nangang |
| Dàtóng       | 大同區    | Ta-t'ung    | Datong          | 125 565           | 5,68              | 103               | Beitou Shilin Neihu Datong Zhongshan Songshan Wanhua Zhongzheng Da'an Xinyi Nangang |
| Wànhuá       | 萬華區    | Wan-hua     | Wanhua          | 186 033           | 8,85              | 108               | Beitou Shilin Neihu Datong Zhongshan Songshan Wanhua Zhongzheng Da'an Xinyi Nangang |
| Wénshān      | 文山區    | Wen-shan    | Wunshan         | 271 028           | 31,51             | 116               | Beitou Shilin Neihu Datong Zhongshan Songshan Wanhua Zhongzheng Da'an Xinyi Nangang |
| Nángǎng      | 南港區    | Nan-kang    | Nangang         | 119 966           | 21,84             | 115               | Beitou Shilin Neihu Datong Zhongshan Songshan Wanhua Zhongzheng Da'an Xinyi Nangang |
| Nèihú        | 內湖區    | Nei-hu      | Neihu           | 284 944           | 31,58             | 114               | Beitou Shilin Neihu Datong Zhongshan Songshan Wanhua Zhongzheng Da'an Xinyi Nangang |
| Shìlín       | 士林區    | Shih-lin    | Shihlin         | 282 294           | 62,37             | 111               | Beitou Shilin Neihu Datong Zhongshan Songshan Wanhua Zhongzheng Da'an Xinyi Nangang |
| Běitóu       | 北投區    | Pei-t'ou    | Beitou          | 257 786           | 56,82             | 112               | Beitou Shilin Neihu Datong Zhongshan Songshan Wanhua Zhongzheng Da'an Xinyi Nangang |

### Démographie
La ville de Taipei abrite 2 704 810 personnes (2015), tandis que la zone métropolitaine compte 7 047 559 habitants. La population de la ville a diminué ces dernières années tandis que la population du Nouveau Taipei adjacent a augmenté. La perte de population, bien que rapide dans les premières années, a été stabilisée par de nouveaux développements à faible densité et des campagnes visant à augmenter le taux de natalité dans la ville. La population a commencé à augmenter depuis 2010.

En 2008, le taux brut de natalité était de 7,88 % tandis que le taux de mortalité était de 5,94 %. La population décroissante et rapidement vieillissante est un problème important pour la ville. En 2009, une personne sur dix à Taipei avait plus de 65 ans. Les résidents qui avaient obtenu un diplôme d'études collégiales ou plus représentaient 43,48 % de la population et le taux d'alphabétisation était de 99,18 %.
| Distribution d'âge | Homme  | Femme  |
| ------------------ | ------ | ------ |
| 0–4                | 73680  | 69574  |
| 5–9                | 57701  | 53004  |
| 10–14              | 67345  | 61491  |
| 15–19              | 77974  | 72110  |
| 20–24              | 78552  | 73103  |
| 25–29              | 78447  | 80882  |
| 30–34              | 105245 | 118719 |
| 35–39              | 107951 | 123852 |
| 40–44              | 96222  | 111729 |
| 45–49              | 96535  | 112049 |
| 50–54              | 98411  | 112322 |
| 55–59              | 96092  | 110635 |
| 60–64              | 87691  | 100472 |
| 65–69              | 55867  | 64949  |
| 70–74              | 40087  | 50018  |
| 75–79              | 28413  | 39123  |
| 80–84              | 23314  | 26760  |
| 85+                | 26109  | 25887  |

### Emblème de la ville

Ville de Taipei.

Le caractère chinois 北 (« nord ») présenté en calligraphie, avec le nom « TAIPEI » et « 臺北 » (en caractères chinois) en dessous.
Le rouge représente l’enthousiasme, exprime la créativité multiculturelle vibrante de Taipei et transmet la vivacité et l’enthousiasme des habitants de Taipei. Le jaune représente la chaleur, exprimant la convivialité, le contact humain et la tolérance chaleureuse du peuple de Taipei. Le vert est synonyme de paix et d’espoir et exprime la ville verte de Taipei qui se concentre sur la protection de l’environnement et une vie heureuse. Le bleu représente la rationalité et la liberté, exprimant Taipei en tant que ville internationale technologique, intelligente et innovante, et montrant la santé et la fraîcheur de la ville au bord de l'eau.
L'emblème de la ville composé d'encre volante rouge, jaune, verte et bleue démontre pleinement la vitalité vigoureuse de l'enthousiasme, de la chaleur, de la convivialité, de la liberté, de la paix, de la santé de la ville de Taipei. Il montre également le riche esprit du multiculturalisme dans la coexistence de l'internationalisation et de la localisation.

### Ville intelligente

Logo 'smarttaipei'.

Le projet de ville intelligente à Taipei est nommé Taipei Smart City.
Le Département des Technologies de l'Information (anglais : Department of Information Technology DOIT) a mis en place le Bureau de gestion de projet (anglais : Project Management Office PMO) en 2016. Ce bureau s'intitule « Bureau de gestion de projet Taipei ville intelligente » (anglais : Taipei Smart City Project Management Office TPMO ; chinois : 臺北智慧城市專案辦公室).
Ce bureau a pour mission d'implémenter et de diriger le développement d’une ville intelligente à Taipei. Cette plateforme doit articuler les ressources du gouvernement ainsi que l’industrie pour innover de manière connectée. La multiplication de partenariat entre l’administration et les entreprises privées est visée.
Ainsi en 2016, le « Bureau de gestion de projet Taipei ville intelligente » a développé 66 projets en lien avec la ville intelligente, a organisé environ 600 réunions de rencontre entre secteurs privé et public.
Ce bureau répond à une logique de laboratoire à ciel ouvert (anglais : living lab) où les industries compétentes pourront tester leurs innovations directement au sein de la ville.
Smart Taipei est intégralement financé par le gouvernement. Le budget est alloué à 80 % aux ressources humaines, 15 % à l’achat de matériel et logiciel.

Logo 'GO SMART'.

L’équipe municipale de Taipei lance en mars 2019 un nouveau système relié aux villes intelligentes appelé Global Organisation of Smart Cities ou Go Smart (chinois : 全球智慧城市聯盟). Cette organisation compte actuellement 207 membres – principalement des villes, industries et associations – de 22 pays différents. Ses missions principales sont le partage de ressources à l’international, faire se rencontrer les parties prenantes et faciliter les échanges pour faciliter le développement des villes intelligentes autour du monde. Go Smart s’illustre avec deux événements majeurs :
- Le prix Go Smart afin de découvrir des projets de villes intelligentes innovantes. Trois gagnants ont été désignés pour l’édition de 2020[11]. La ville de Redland et MiTAC Information Technology avec le développement d’une technologie de l’Intelligence artificielle et de l’Internet des Objets pour créer des centres de santé. L’utilisation de la technologie NB-IoT pour collecter des informations sur le parking en bord de route dans la ville de Taichung. L'implémentation de poubelles connectées au Cloud en temps réel par Lidbot dans le bâtiment de la mairie de Taipei.

- Depuis 2014, la ville de Taipei organise la Smart City Summit & Expo, raccourcie en SCSE. La SCSE[13] constitue une plateforme de networking mettant en avant les solutions à base de l’Internet des objets (IdO). Le sommet des maires est le point culminant de la conférence. Des maires du monde entier se réunissent pour discuter et échanger leurs expériences de la ville numérique et connectée.

## Voies de communication et transports

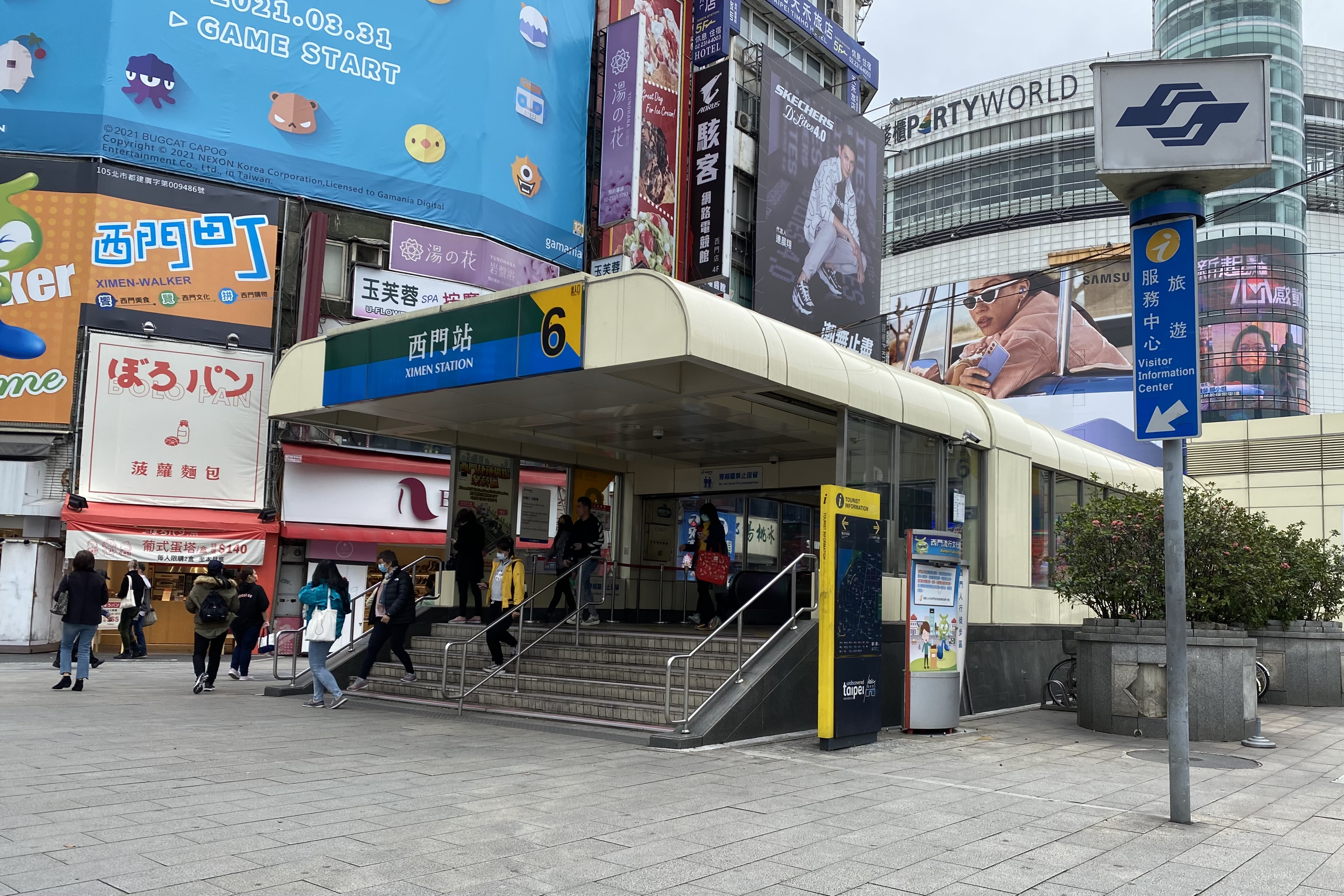
La station Ximen du métro de Taipei.

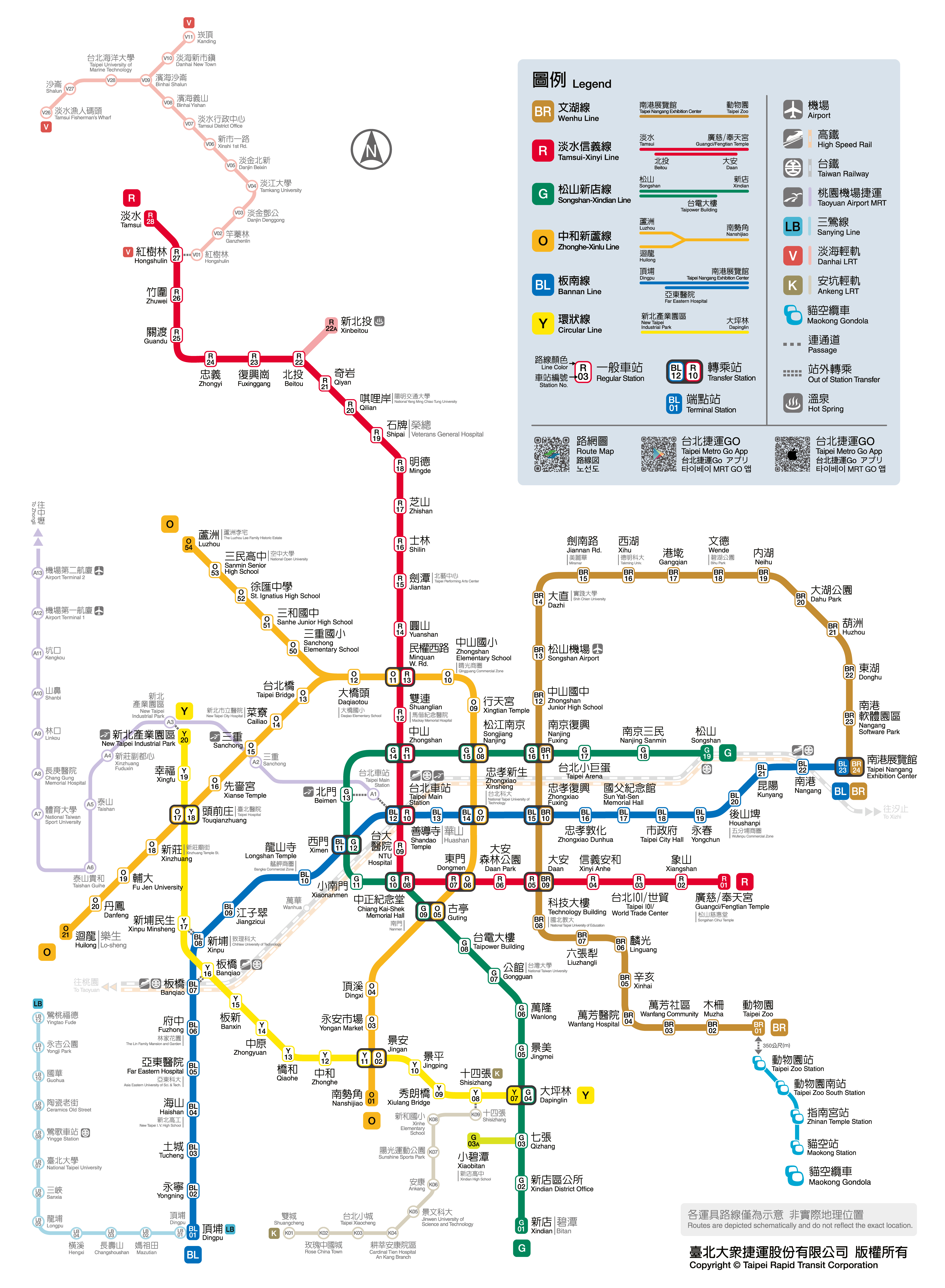
Carte du métro de Taipei et ses banlieues.

### Transport aérien
Taipei dispose de deux aéroports internationaux, les destinations internationales sont pour la grande majorité desservies à partir de l'aéroport international Taiwan-Taoyuan, celui qui se situe à la ville de Taoyuan, avec 48,6 millions de voyageurs en 2019. De leur côté, les vols intérieurs et certains vols vers la Chine continentale, le Japon et la Corée du Sud décollent de l'aéroport de Taipei-Songshan, avec 6,2 millions de voyageurs en 2018.

### Transport ferroviaire
La Gare centrale de Taipei (台北車站) permet de rejoindre les autres villes taïwanaises par des trains express et interurbains gérés par la Société des Chemins de Fer de Taiwan (Administration des chemins de fer de Taïwan (en)) ainsi que par des trains à grande vitesse suivant la ligne à grande vitesse de Taïwan. Des autocars reliant la capitale avec le reste de l'île partent avec une grande fréquence des gares routières situées autour de la gare centrale (dont la Gare routière de Taipei (en)) ainsi que dans le quartier Xinyi (Station de bus Taipei ville Hall (en)) à l'est de la ville.

### Transport en commun
Créé en 1996, le métro de Taipei est constitué d'un ensemble de lignes souterraines et en viaduc desservies par des rames de métro classiques ou automatisées VAL et desservant l'agglomération de Taipei, ainsi que sa couronne, Nouveau Taipei. Il comprend aujourd'hui 167,4 km de voies et 131 stations, transporte environ 2,1 millions de voyageurs par jour (en 2019) .
L'agglomération est également desservie par un réseau d'autobus très dense. La ville et ses environs possèdent un bon réseau de pistes cyclables, et il existe un système de location de vélos en libre-service appelé YouBike.

## Culture et patrimoine

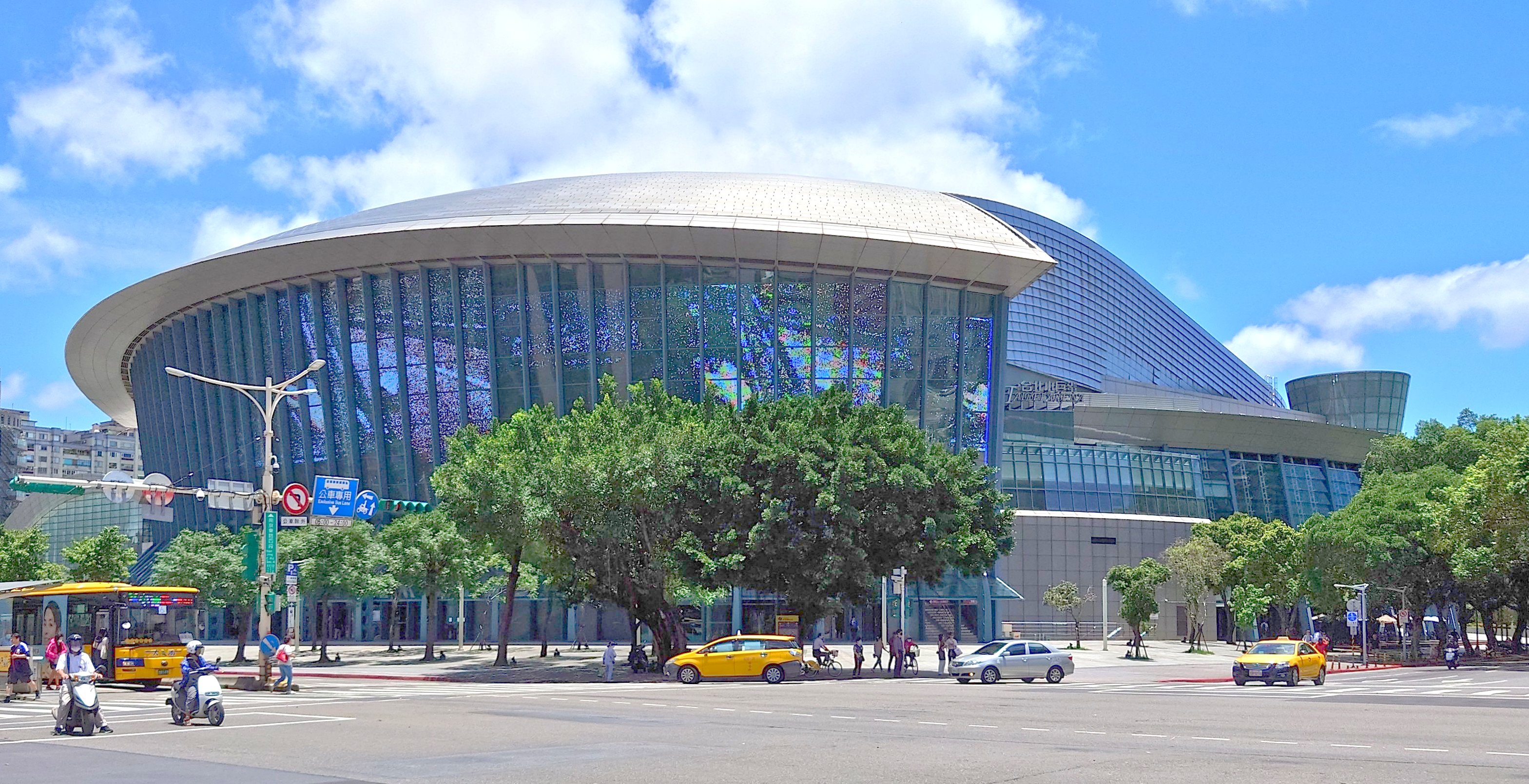
La Taipei Arena.

Les cultures de tous les groupes ethniques à Taïwan et la culture mondiale sont rassemblées dans la ville de Taipei. La culture aborigène de Taïwan, culture Minnan, culture Hakka, cérémonie cérémonielle sacrificielle confucéenne, ainsi que la culture villageoise et la nouvelle culture aborigène qui mélange les coutumes et les coutumes de toutes les régions de la Chine. La dynastie Qing, l'occupation japonaise et l'après-guerre ont également laissé la ville de Taipei avec une richesse d'histoire moderne et d'atouts culturels.
Ces dernières années, avec l'augmentation progressive du nombre de travailleurs étrangers, la culture du pays d'origine apportée par les travailleurs étrangers a progressivement été prise en compte. Divers festivals culturels, émissions de radio spéciales et autres activités et mesures de loisirs pour les travailleurs étrangers ont vu le jour. En tant que ville internationale, Taipei fait preuve de respect et de tolérance envers les individus de différents groupes ethniques et culturels, et accueille la plus grande marche des fiertés en Asie (Taiwan LGBT Pride) depuis 2003.

En tant qu'un centre de la musique Mandopop, de la créativité culturelle et de l'industrie du divertissement, l'atmosphère pluraliste et ouverte d'une société démocratique est un avantage majeur qui encourage la revitalisation des activités culturelles de Taipei. Les arts, le divertissement et les autres activités culturelles et créatives sont intensifs et fréquents, et le nombre de lieux artistiques et de salles d'exposition occupe également la première place du pays.

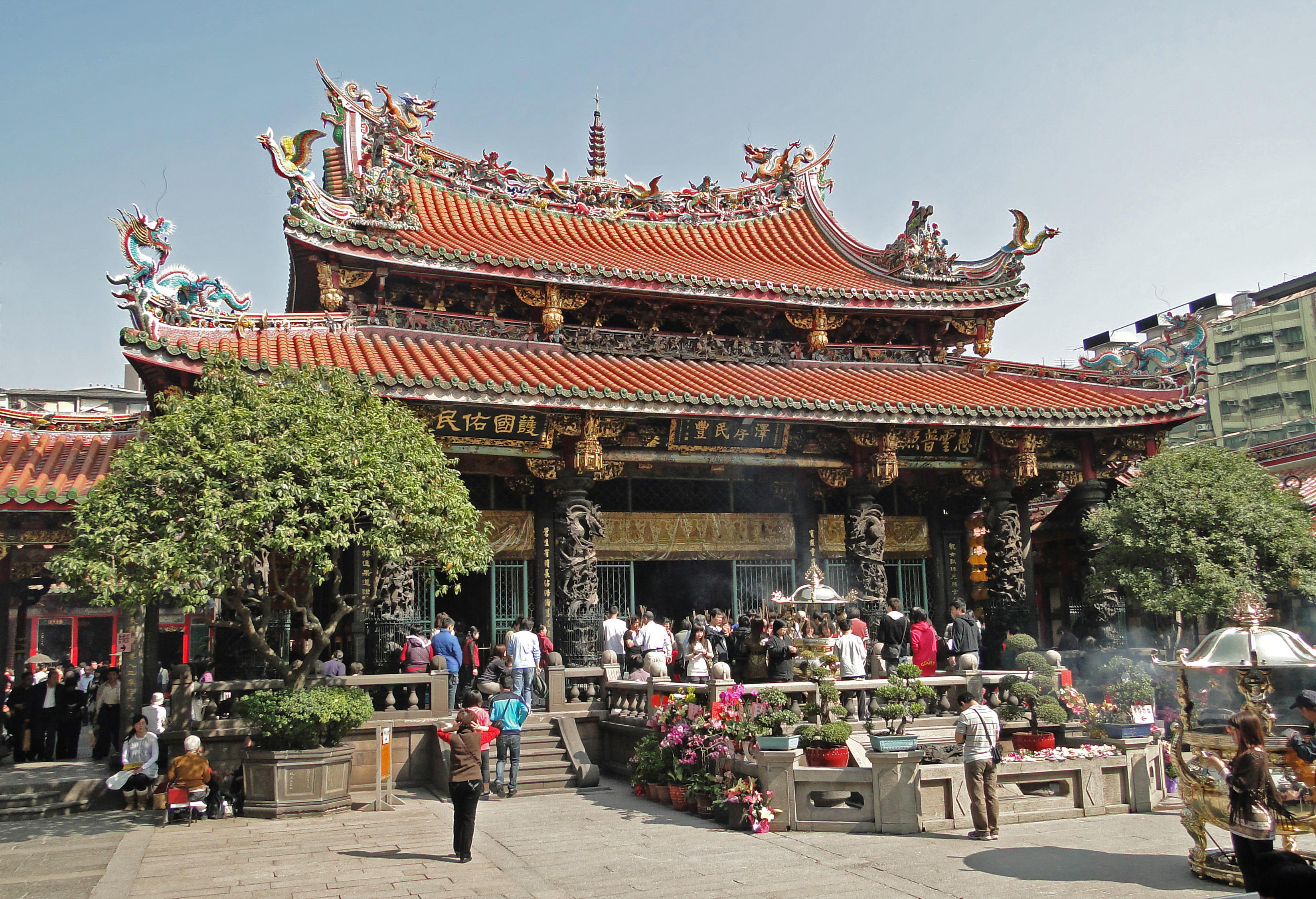
Le Temple Longshan a été construit en 1738.

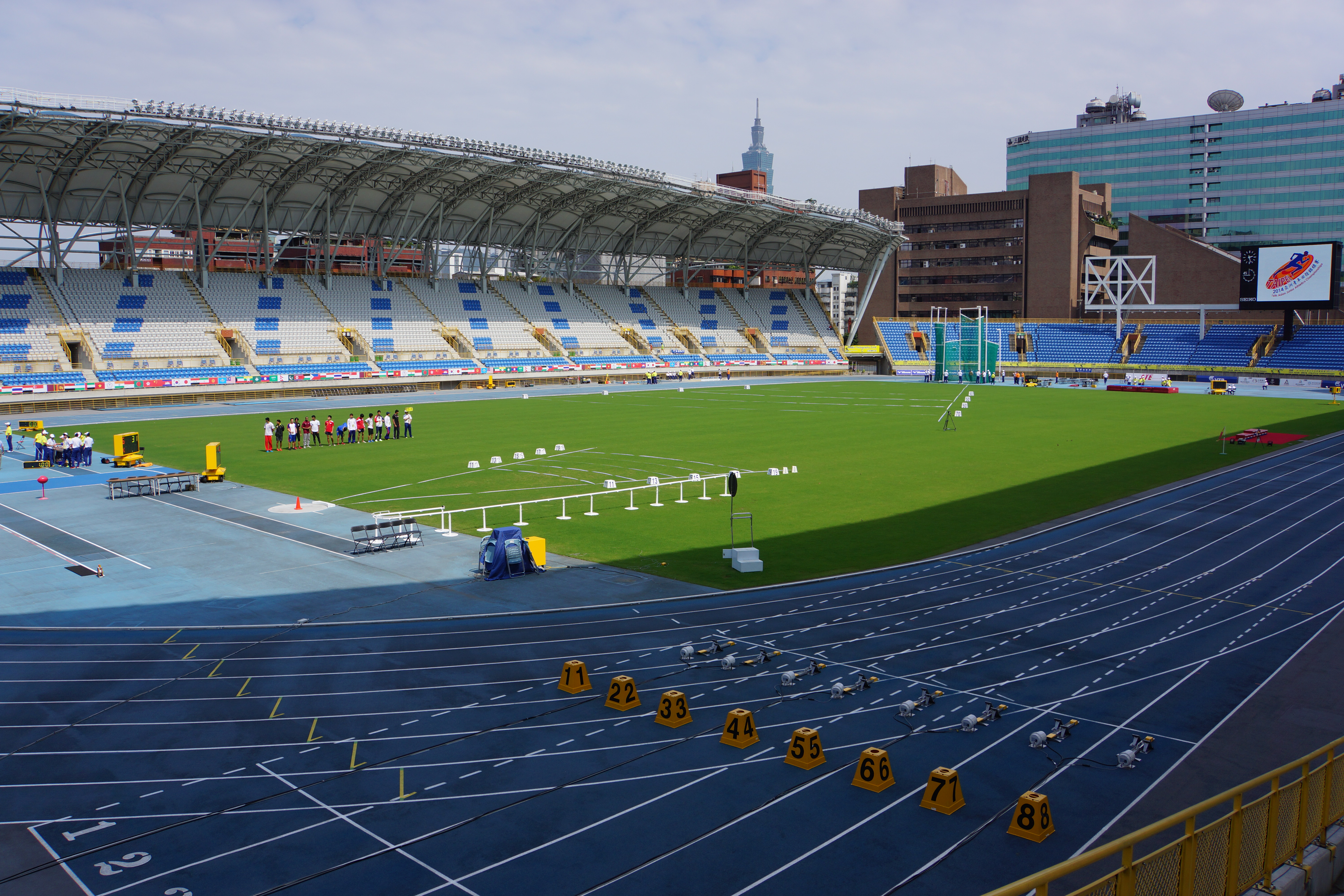
Stade municipal en 2014.

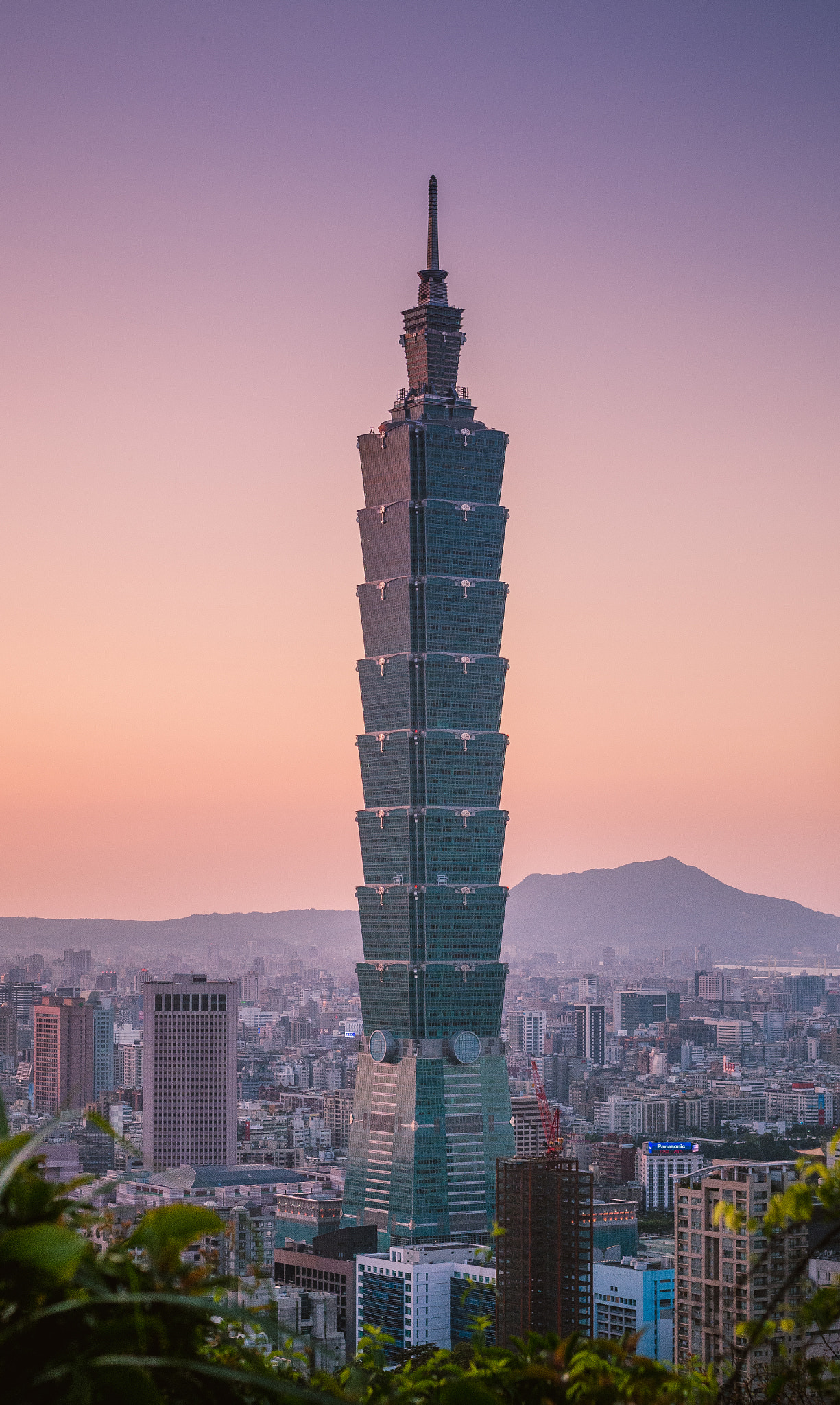
La tour Taipei 101.

### Gastronomie
Taipei est connue pour avoir un large choix de street food taïwanaise. Les marchés de nuit (marchés nocturnes) représentent la culture et l'identité de ce pays ; ils sont une activité populaire autant pour les locaux que pour les touristes,.
- Marché de nuit de Shilin[19]
- Marché de nuit de Raohe
- Marché de nuit de Tonghua
- Marché de nuit de Ningxia
- Marché de nuit de Liuhe
- Marché de nuit de Shida[20]

### Temples et sanctuaires
- Temple Longshan
- Temple Shandao (en)
- Temple Xingtian (en)
- Temple Ciyou (en)
- Grande mosquée de Taipei (en)
- Cathédrale de l'Immaculée-Conception (en)

### Musées et théâtres
- Mémorial de Tchang Kaï-chek
- Mémorial de Sun Yat-sen
- Musée national du Palais[16]
- Musée national d'histoire[16]
- Musée national de Taïwan[16]
- Musée de beaux-arts de Taipei[16]
- Musée d'Art contemporain de Taipei[16]
- Salle de concert nationale
- Théâtre national

### Sports
- Taipei Gymnasium, ouvert en 1994.
- Taipei Tianmu Baseball Stadium, ouvert en 1999.
- Taipei Arena, ouvert en 2005.
- Stade municipal de Taipei, ouvert en 2009.
- Taipei Heping Basketball Gymnasiumm, ouvert en 2017.
- Taipei Tennis Center, ouvert en 2017.
- Taipei Dome (en construction), inauguration prévue en 2022.

## Tourisme
Taipei a reçu 7,35 millions de touristes en 2016.

### Bâtiments notables
- Taipei 101, construit en 2004, est le plus haut édifice du monde jusqu'en 2009, dépassé par la Burj Khalifa.
- Taipei Arena
- Grand Hotel (en)
- Parc de loisirs Miramar (en)

## Enseignement

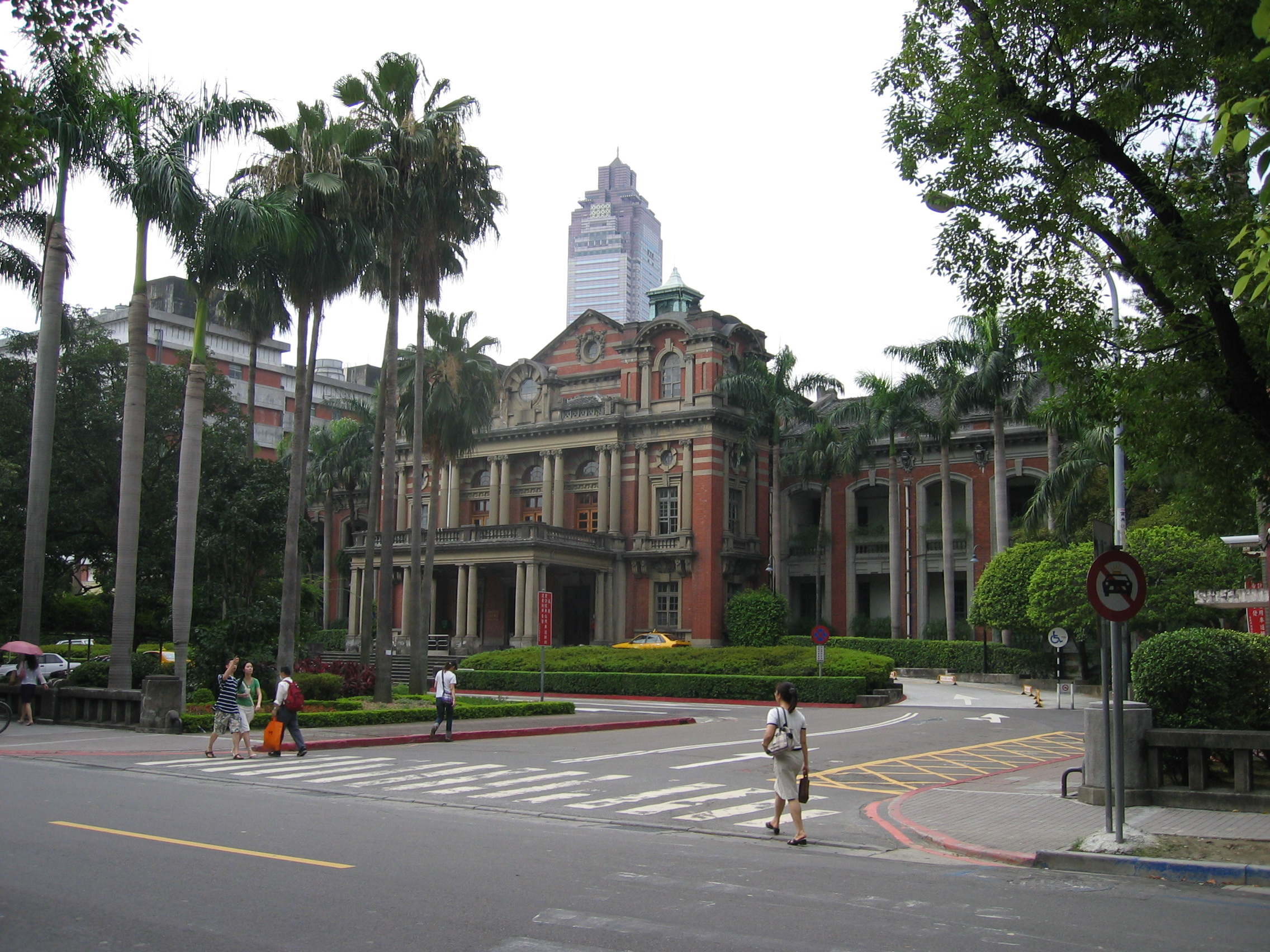
Aile ouest de l'hôpital national universitaire de Taïwan.

L'université nationale de Taïwan (NTU), fondée en 1928 à Taipei, a produit de nombreux dirigeants politiques et sociaux. Les mouvements pan-bleu et pan-vert ont tous deux leurs attaches sur le campus de l'université.
L'université est dotée de six campus dans la région du grand Taipei et de deux supplémentaires dans le comté de Nantou, représentant presque un pour cent de la surface totale de l'île de Taïwan. Elle administre des fermes, des forêts et des hôpitaux à des fins éducatives et de recherches. Le campus principal est dans le district Da-An de Taipei, où se trouvent la plupart des bâtiments et centres administratifs. Les exceptions notables sont les facultés de droit et de médecine qui se trouvent à proximité du Bureau présidentiel.
La NTU est l'héritière de l'université impériale de Taihoku (台北帝國大学　Taihoku Teikoku Daigaku), fondée par les Japonais en 1928. Son premier recteur était Hiroshi Shidehara. Lors de sa création, l'université ne comptait que soixante étudiants et deux facultés, celle des arts libéraux et de droit et celle des sciences et de l'agriculture. La faculté de médecine et l'école d'ingénieurs sont créées, respectivement, en 1936 et 1943. L'université était réservée aux Japonais et très peu de Taïwanais ou Chinois d'autres régions y ont étudié.
Après la Seconde Guerre mondiale et le retour de la souveraineté chinoise, le gouvernement de la république de Chine la rebaptisa « université nationale de Taïwan » le 15 novembre 1945 et nomma Lo Tsung-lo, président. Depuis lors, l’université subit de nombreuses réorganisations et adjonctions. Lors de l’année académique 2004, elle comptait 29 877 étudiants, 11 facultés, 54 départements, et 96 instituts (offrant 96 masters et 83 programmes de doctorat). La nouvelle bibliothèque construite en 1998, abrite plus de 3 000 000 d'ouvrages.
Dix-neuf universités ont leur campus à Taipei :
- l’université nationale de Taïwan (1928) ;
- l’université nationale de Chengchi (1927) ;
- l’université nationale de Taipei ;
- l’université nationale d’éducation de Taipei ;
- l’université nationale de science et technologie de Taiwan ;
- l’université nationale de technologie de Taipei ;
- l’université normale nationale de Taïwan (1946) ;
- l’université nationale des arts de Taïwan ;
- l’université nationale Yang-Ming (1975) ;
- l’université nationale des arts de Taipei ;
- l’université municipale d’éducation de Taipei ;
- l’université de technologie de Chine ;
- l’université de la culture chinoise ;
- l’université Ming Chuan ;
- l’université Shih Chien ;
- l’université Shih Hsin ;
- l’université Soochow ;
- l’université de médecine de Taipei ;
- l’université de Tatung.

## Jumelages et partenariats
Taipei est jumelée avec les villes suivantes :
| Ville | Ville                    | Pays | Pays                   | Période                    |
| ----- | ------------------------ | ---- | ---------------------- | -------------------------- |
|       | Asuncion                 |      | Paraguay               | depuis 1987                |
|       | Atlanta                  |      | États-Unis             | depuis 1979                |
|       | Banjul                   |      | Gambie                 | depuis 1997                |
|       | Belmopan                 |      | Belize                 | depuis 2019                |
|       | Bissau                   |      | Guinée-Bissau          | depuis 1997                |
|       | Boston                   |      | États-Unis             | depuis 1996                |
|       | Castries                 |      | Sainte-Lucie           | depuis 2018                |
|       | cité de Perth            |      | Australie              | depuis 1999                |
|       | Cleveland                |      | États-Unis             | depuis 1975                |
|       | Cotonou                  |      | Bénin                  | depuis 1967                |
|       | Daegu,                   |      | Corée du Sud           | depuis le 4 novembre 2010  |
|       | Dakar                    |      | Sénégal                | depuis 1997                |
|       | Dallas,                  |      | États-Unis             | depuis le 18 novembre 1996 |
|       | Djeddah                  |      | Arabie saoudite        | depuis 1978                |
|       | Gold Coast               |      | Australie              | depuis 1982                |
|       | Guam                     |      | États-Unis             | depuis 1973                |
|       | Guatemala                |      | Guatemala              | depuis 1998                |
|       | Houston                  |      | États-Unis             | depuis 1961                |
|       | Indianapolis             |      | États-Unis             | depuis 1978                |
|       | Johannesbourg            |      | Afrique du Sud         | depuis 1982                |
|       | Kiev                     |      | Ukraine                | depuis le 30 mars 2023     |
|       | La Paz                   |      | Bolivie                | depuis 1997                |
|       | Lilongwe                 |      | Malawi                 | depuis 1984                |
|       | Lima                     |      | Pérou                  | depuis 2020                |
|       | Lomé                     |      | Togo                   | depuis 1966                |
|       | Los Angeles              |      | États-Unis             | depuis 1979                |
|       | Majuro                   |      | Îles Marshall          | depuis 1999                |
|       | Managua                  |      | Nicaragua              | depuis 1992                |
|       | Manille                  |      | Philippines            | depuis 1966                |
|       | Marshall                 |      | États-Unis             | depuis 1978                |
|       | Mbabane                  |      | Eswatini               | depuis 1997                |
|       | Monrovia                 |      | Liberia                | depuis 1998                |
|       | Oklahoma City,           |      | États-Unis             | depuis 1981                |
|       | Ouagadougou              |      | Burkina Faso           | depuis 2008                |
|       | Oulan-Bator              |      | Mongolie               | depuis 1997                |
|       | Oulan-Oudé,              |      | Russie                 | depuis 1996                |
|       | Panama                   |      | Panama                 | depuis 1989                |
|       | Phoenix                  |      | États-Unis             | depuis 1979                |
|       | Prague                   |      | Tchéquie               | depuis 2020                |
|       | Pretoria                 |      | Afrique du Sud         | depuis 1983                |
|       | Quezon City              |      | Philippines            | depuis 1968                |
|       | Quito                    |      | Équateur               | depuis 2016                |
|       | Riga                     |      | Lettonie               | depuis 2001                |
|       | Saint-Domingue           |      | République dominicaine | depuis 1970                |
|       | San Francisco            |      | États-Unis             | depuis le 2 février 1970   |
|       | San José                 |      | Costa Rica             | depuis 1984                |
|       | San Nicolás de los Garza |      | Mexique                | depuis 1997                |
|       | San Salvador             |      | Salvador               | depuis 1993                |
|       | Séoul                    |      | Corée du Sud           | depuis 1968                |
|       | Tegucigalpa              |      | Honduras               | depuis 1974                |
|       | Varsovie                 |      | Pologne                | depuis 1995                |
|       | Versailles               |      | France                 | depuis 1986                |
|       | Vilnius,                 |      | Lituanie               | depuis le 28 mai 1998      |